# 李志輿
李志輿（1936年12月4日-2021年12月5日），男，祖籍江蘇常州，生於河北石家莊，上海戲劇學院教授，著名影視演員。

## 生平
1951年，李志輿入讀行知藝術學校（次年行知藝術學校戲劇科和上海戲劇專科學校、山東大學戲劇系合併為中央戲劇學院華東分院，後更名為上海戲劇學院），接受了系統的斯坦尼體系訓練。
1960 年，師從著名導演、教育家田稼教授攻讀研究生，完成了導演計畫《無辜的罪人》及論文《形體動作的方法》。1962年畢業後留校任教。

## 主要作品

### 參演電影
1979年《苦恼人的笑》
1980年《巴山夜雨》
1982年《勿忘我》
1983年《秋瑾》
1985年《夜半歌聲》
1988年《井》
1991年《高朋滿座》

### 參演電視劇
1985年《徐悲鴻》
2000年《大明宮詞》
2001年《九歲縣太爺》